# Пичпанда
Пичпанда (мокш. пиче - сосна, панда - гора) — село в Зубово-Полянском районе Мордовии России. Административный центр и единственный населённый пункт Пичпандинского сельского поселения.

## География
Расположено в 32 км от районного центра и железнодорожной станции Зубова Поляна.

## История
Название-характеристика: от м. пиче «сосна» и панда «гора». В 1742 году жители Пичпанды приняли православие, в 1749 году образовали приход, в 1756 году завершили строительство деревенской церкви в честь Николая Чудотворца. В начале 19 в. в селе проживали 2700 чел. В «Списке населённых мест Тамбовской губернии» (1866) Пичпанда — село казённое из 128 дворов (1128 чел.) Спасского уезда; имелась маслобойня. В 1931 году был создан колхоз «Знамя труда», с 1996 г. — СХПК «Пичпандинский», с 2001 г. — отделение ООО ТНВ «Вектор и Ко°». В современном селе — средняя школа, библиотека, Дом культуры, отделение связи, медпункт, 3 магазина; памятник воинам, погибшим в годы Великой Отечественной войны. Возле села — Пичпандинский могильник.

## Население
| 2002 | 2010 | 2012 | 2013 | 2014 | 2015 | 2016 |
| ---- | ---- | ---- | ---- | ---- | ---- | ---- |
| 766  | ↘654 | ↘633 | ↘596 | ↘580 | ↘558 | ↘544 |
| 2017 | 2018 | 2019 | 2020 | 2021 |      |      |
| ↘521 | ↘509 | ↘491 | ↘489 | ↘464 |      |      |

Национальный состав
Согласно результатам Всероссийской переписи населения 2002 года, в национальной структуре населения мордва-мокша составляли 96 %.

## Источник
- Энциклопедия Мордовия, А. П. Кочеваткина.